# Heavy (Linkin Park)
Heavy è un singolo del gruppo musicale statunitense Linkin Park, pubblicato il 16 febbraio 2017 come primo estratto dal settimo album in studio One More Light.

## Descrizione
Contrariamente a quanto realizzato in passato, si tratta del primo brano dei Linkin Park a presentare una voce femminile al suo interno, ovvero quella della cantante contemporary R&B statunitense Kiiara. L'idea di inserire una voce femminile nel brano è stata suggerita dal disc jockey del gruppo, Joe Hahn, il quale ha spiegato che sarebbe stato «qualcosa che sembra fuori dagli schemi» del gruppo e che avrebbe dovuto dare «quella dinamica che ci serve»; successivamente, il rapper Mike Shinoda ha avuto modo di conoscere e di invitare Kiiara negli studi di registrazione grazie al conduttore radiofonico Zane Lowe, che propose a Shinoda di ascoltare i brani della cantante dopo averla intervistata.
Musicalmente, il brano presenta sonorità maggiormente pop, in netto contrasto con quanto operato dal gruppo con il precedente album The Hunting Party. Il testo, invece, è stato scritto da Shinoda, Brad Delson e Chester Bennington insieme a Julia Michaels e Justin Tranter, mentre la produzione vocale è stata affidata alla compositrice Emily Wright, nota in passato per aver collaborato con artisti pop quali Miley Cyrus, Katy Perry e Flo Rida.

## Promozione
Nelle settimane antecedenti alla sua uscita, i Linkin Park hanno reso disponibile attraverso il proprio canale YouTube brevi video inerenti alla creazione e allo sviluppo del brano, il cui ultimo ha rivelato in via ufficiale la partecipazione vocale di Kiiara. Il 14 febbraio il gruppo ha reso pubblico l'intero testo del brano, per poi pubblicare il singolo per il download digitale due giorni più tardi.
Il 16 febbraio il gruppo, insieme a Kiiara, ha eseguito per la prima volta dal vivo una versione acustica del brano in streaming su Facebook, mentre undici giorni più tardi ha eseguito la versione regolare presso il programma televisivo statunitense The Late Late Show with James Corden.
Il 21 aprile è stato pubblicato un remix del brano, realizzato dal DJ olandese Nicky Romero.

## Video musicale
In occasione del lancio del singolo, il gruppo ha pubblicato attraverso il proprio canale YouTube il lyric video del brano, realizzato da Aaron Hymes. Nello stesso giorno, la Mercedes-AMG ha rivelato attraverso la propria pagina Facebook che nel video musicale di Heavy sarebbe apparsa una Mercedes-AMG GT guidata da Bennington.
Diretto da Tim Mattia, il video è stato pubblicato il 9 marzo 2017 e mostra Bennington e Kiiara alle prese con i loro demoni, che hanno le loro stesse sembianze.

## Tracce
Testi di Mike Shinoda, Brad Delson, Chester Bennington, Julia Michaels e Justin Tranter, musiche dei Linkin Park.
Download digitale, CD promozionale (Regno Unito)
1. Heavy (feat. Kiiara) – 2:49

CD promozionale (Europa)
1. Heavy (feat. Kiiara) (Album Version) – 2:49
2. Heavy (feat. Kiiara) (Instrumental) – 2:49
3. Heavy (feat. Kiiara) (Acapella) – 2:49
4. Heavy (feat. Kiiara) (TV Track) – 2:49

CD singolo (Europa)
1. Heavy (feat. Kiiara) (Album Version) – 2:49
2. Heavy (feat. Kiiara) (Instrumental Version) – 2:49

Download digitale – Nicky Romero Remix
1. Heavy (feat. Kiiara) (Nicky Romero Official Remix) – 3:29

Download digitale – Disero Remix
1. Heavy (feat. Kiiara) (Disero Remix) – 3:28

## Formazione
Hanno partecipato alle registrazioni, secondo le note di copertina di One More Light:
Gruppo
- Chester Bennington – voce
- Rob Bourdon – batteria
- Brad Delson – chitarra
- Phoenix – basso
- Joe Hahn – campionatore, programmazione
- Mike Shinoda – tastiera, cori

Altri musicisti
- Kiiara – voce

Produzione
- Mike Shinoda – produzione, ingegneria del suono
- Brad Delson – produzione
- Emily Wright – produzione vocale
- Andrew Bolooki – produzione vocale
- Ethan Mates – ingegneria del suono
- Josh Newell – ingegneria del suono
- Alejandro Baima – assistenza tecnica
- Warren Willis – assistenza tecnica
- Jerry Johnson – assistenza tecnica
- Șerban Ghenea – missaggio
- John Hanes – ingegneria al missaggio
- Chris Gehringer – mastering

## Classifiche
| Classifica (2017)                | Posizione massima |
| -------------------------------- | ----------------- |
| Australia                        | 33                |
| Austria                          | 9                 |
| Belgio (Fiandre)                 | 54                |
| Canada                           | 46                |
| Francia                          | 174               |
| Germania                         | 12                |
| Italia                           | 59                |
| Lussemburgo                      | 3                 |
| Nuova Zelanda                    | 35                |
| Paesi Bassi                      | 100               |
| Portogallo                       | 41                |
| Regno Unito                      | 43                |
| Spagna                           | 42                |
| Stati Uniti                      | 45                |
| Stati Uniti (alternative)        | 22                |
| Stati Uniti (rock & alternative) | 2                 |
| Svezia                           | 82                |
| Svizzera                         | 8                 |
| Ungheria                         | 21                |